# Guy Pearce
Guy Edward Pearce (sinh ngày 5 tháng 10 năm 1967) là một diễn viên người Úc gốc Anh Quốc.

## Danh sách phim

### Truyền hình
| Năm     | Phim                               | Vai                    | Ghi chú |
| ------- | ---------------------------------- | ---------------------- | --- |
| 1986–89 | Neighbours                         | Mike Young             | 496 tập |
| 1991    | Home and Away                      | David Croft            | 12 tập |
| 1994–96 | Snowy River: The McGregor Saga     | Rob McGregor           | 65 tập Đề cử — Logie Award for Most Popular Actor (1996) |
| 1997    | The Devil Game                     | Michael                | |
| 1997    | Halifax f.p: Deja Vu               | Daniel & Richard Viney | |
| 2000    | Memento                            | Leonard Shelby         | |
| 2009    | Spicks and Specks                  | (Chính mình)           | Quiz Show: 1 tập |
| 2011    | Mildred Pierce                     | Monty Beragon          | Loạt phim ngắn của HBO Primetime Emmy Award for Outstanding Supporting Actor in a Miniseries or Movie Đề cử — Golden Globe Award for Best Supporting Actor – Series, Miniseries or Television Film Satellite Award for Best Supporting Actor – Series, Miniseries or Television Film Screen Actors Guild Award for Outstanding Performance by a Male Actor in a Miniseries or Television Movie |
| 2012    | Jack Irish: Bad Debts              | Jack Irish             | |
| 2012    | Jack Irish: Black Tide             | Jack Irish             | |
| 2014    | Sean Saves the World               | Liam Stone             | Tập: "The Dark Sean Rises" |
| 2014    | Jack Irish: Dead Point             | Jack Irish             | |
| 2015    | Neighbours 30th: The Stars Reunite | (Chính mình)           | Phim tài liệu |
| 2015    | Between a Frock and a Hard Place   | (Chính mình)           | Phim tài liệu |
| 2016    | Jack Irish                         | Jack Irish             | Loạt phim 6 phần |
| 2016    | The Wizards of Aus                 | Morgan Wright          | |
| 2017    | When We Rise                       | Cleve Jones            | |
| TBA     | The Innocents                      | Halvorson              | |